# Cerebratulus validus
Cerebratulus validus är en djurart som tillhör fylumet slemmaskar, och som beskrevs av Heinrich Bürger 1893. Cerebratulus validus ingår i släktet fläsknemertiner, och familjen Cerebratulidae. Inga underarter finns listade i Catalogue of Life.